# OneHalf
OneHalf, zvaný také jako Košický mor, je počítačový virus ze Slovenska z roku 1994.
Jednalo se o úspěšně se šířící virus, který byl polymorfní (každý jeho „potomek“ se odlišoval od svého „rodiče“), hybridní (napadal boot sektory i spustitelné soubory COM a EXE) a který používal tzv. techniky stealth (maskování se před antivirovými programy).
Při každé své aktivaci virus zašifroval část pevného disku, šifrovaný obsah se však po dobu, kdy byl virus aktivní, jevil být normálně přístupný. Pokud však byl virus neaktivní (např. odstraněn antivirovým programem), potom byla zašifrovaná data nečitelná a obvykle ztracena. V okamžiku, kdy virus zašifroval polovinu dat, zobrazil následující hlášku a ukončil se (tím obvykle došlo ke ztrátě dat).
```
Dis is one half.
Press any key to continue ...
```

Virus používal symetrické šifrování a klíč ukládal v partition tabulce, takže teoreticky bylo možné zašifrovaná data dodatečně rozšifrovat, dokonce existoval i program, který to dokázal. Dalším možným způsobem, jak zachránit data, bylo ponechat virus aktivní v paměti, šifrovaná data přečíst (virus v rámci svého maskování zobrazoval dešifrovaný tvar dat) a uložit je na jiné médium. V době největšího rozmachu viru se však virus šířil úspěšněji než informace o jeho chování a tak hodně uživatelů o nějaká data přišlo.
Dodnes (2007) v internetových diskuzích někteří lidé na tento virus vzpomínají a kolují nepotvrzené úvahy, že virus pochází odněkud z Košické univerzity.